# うえやまとち
うえやま とち（1954年2月22日 - ）は、日本の漫画家。（公社）日本漫画家協会九州支部長。本名は上山 敏彦（うえやま としひこ）。血液型はB型。代表作はアニメ化もされた『クッキングパパ』。福岡県福津市在住。

## 略歴
福岡県福岡市出身。3人兄弟の次男で、父の転勤の都合で兄と弟と過ごすことが多く、料理作りに目覚めたという。
福岡県立筑紫丘高等学校、大分県立芸術短期大学卒業。その後は教員となったが、1977年に辞職して漫画家を目指した。
同年に行われた第14回手塚賞に応募した『くだらない勇気』が佳作入選（上山敏彦名義）し、上京してデビューした。1979年、『週刊少年キング冬の増刊号』（少年画報社）に「であい〜はるきくんの日記」を掲載してデビュー（上山とち名義）。1981年、『ビッグコミックスピリッツ』（小学館）の新人コミック大賞に入賞。
1980年に福岡に戻り、1983年まで、同県浮羽町（現・うきは市）の山中に住み、創作活動をしていた。この時の模様は「大字・字・ばさら駐在所」に描かれている。
『モーニング』（講談社）にて『クッキングパパ』で第11回ちばてつや賞一般部門準入選（土山とち名義）。1984年から現在まで同誌にて受賞作である『クッキングパパ』を長期に渡って連載している。現在は、福岡県福津市にて執筆活動中。
1995年からは、アフタヌーン四季賞春の審査委員を務める。
2015年、『クッキングパパ』で、第39回講談社漫画賞・特別賞を受賞。
夫人は陶芸家。モットーは、「イヤなキャラクター」を描かないとのこと。

## 人物
自らも料理をするが、ありあわせのものでサッと料理を作ることが苦手で調理の時間がかかる。そのため息子からは不評で、家での料理は基本的に夫人が担当している。また家族で外食に出た際も「料理が出てきても、写真を撮り終わるまで手を付けない」「全員違うメニューを頼む」などのルールがある。
自身を「ほのぼの漫画家」と称し、「誰にも負けない、世界一のほのぼのを描いてやろう」という心意気の下、「漫画を通じて、認め合うこと、楽しく生きることを伝えられれば」と語っている。
好きな酒は「シーバスリーガルのハイボール」。

## PNの変遷
- 上山敏彦（1977年（昭和52年） - ）
- 上山とち（1979年（昭和54年） - ）
- 上山とちひこ（1980年（昭和55年） - ）
- 土山とち[3]（1981年（昭和56年）? - ）
- うえやまとち（1982年（昭和57年）? - ）

## 作品リスト
- ガッツべんけい（原作：牛次郎、秋田書店、少年チャンピオンコミックス）※ 上山とちひこ名義
- 大字・字・ばさら駐在所（講談社、モーニングKC）
  - 4巻には番外編「ごっちんライフ」を収録。
  - 登場人物の一部が「クッキングパパ」にも登場している。
- クッキングパパ（講談社、モーニングKC）
- ぶっ飛び広海くん（スコラ、バーガーKC）
  - 光文社の『ぶっ飛び広海くん1-2巻』の再録。なお、スコラ版の3巻には初期作品の「しんじロンリーウェイ」が収録されている。
- 『むかしむかし』（講談社、パーティKC）
- 『ブラボー! ぼくのファミコン』（月刊少年マガジン1986年2月号）
- ばさら村ライフ
  - 「大字・字・ばさら駐在所」の続編で、『アフタヌーン』などに不定期掲載された短編。
- 走れ! Tiny（システムソフト、1982年）
  - PC-6001用のカセットテープ付きゲームプログラム集で、うえやまは解説書の漫画部分を担当。プログラムはたいにゃんによるものだった。
- 福津のパクパク散歩
  - イオンモール福津の公式サイトにある1コーナー。福津市在住の設定の主役・間崎一家が織り成す様々なエピソードと料理を月一回連載。うえやまが福津市在住であることから連載されることになった。福津のパクパク散歩
- はっけん! 黒田官兵衛
  - NHK福岡放送局発行の、軍師官兵衛放送により福岡に由来のある黒田官兵衛を紹介するパンフレット。

その他、『フクニチ新聞』に4コマ漫画「筑紫ン坊」（1978年 - 1982年）を連載。『シティ情報ふくおか』にも連載漫画を掲載していた。2014年4月5日からは、テレビ西日本の土曜夕方のスポーツ情報番組「DO!すぽ」のタイトルロゴなどを担当している。
2015年6月15日にはNHK「きょうの料理」に出演。豚肉かたまりを開いて明太子と青紫蘇を塗り、巻いてローストする「豚めんロール」と、クッキングパパ作中にも出た握らないおにぎり「おにぎらず」を披露した。「豚めんロール」は後にクッキングパパ作中にも登場した。

## イラスト
- 紅殻のパンドラ　第4話エンドカード

## アシスタント
- 近藤るるる
- 井上正治